# 시민혁명운동
시민혁명운동은 파이스 연립을 탈당한 라파엘 코레아 대통령과 그 지지자들을 중심으로 설립된 에콰도르의 민주사회주의 정당이다. 라파엘 코레아 정부에서 지식재능부장관을 지낸 안드레스 아라우스가 시민혁명운동 소속으로 에콰도르 대통령 선거에 출마하였으나 47.6%를 득표하며 낙선하였다.